# 半圓新脊介
半圓新脊介（学名：Neonesidea hemielliptica）为土菱介科新脊介屬下的一个种。